# Silvana Mangano
Silvana Mangano (Roma, 21 d'abril del 1930 - Madrid, 16 de desembre del 1989) va ser una actriu de cinema italiana. Es va formar com a ballarina i es va ajudar econòmicament com a model. El 1946, amb 16 anys, Mangano va guanyar el concurs de bellesa Miss Roma. Un any més tard, va ser una de les noies del concurs Miss Itàlia. L'actriu potencial Lucia Bosè es va convertir en "La Reina", entre Mangano i algunes altres estrelles futures del cinema italià com Gina Lollobrigida, Eleonora Rossi Drago i Gianna Maria Canale.
El primer contacte de Mangano amb el cinema va tenir lloc per la seva relació romàntica amb l'actor Marcello Mastroianni. Això la va portar a un contracte, encara que passaria algun temps a pujar a la fama internacional amb la seva impressionant interpretació en Arròs amarg de Giuseppe De Santis, del 1949. El 1950, va treballar al costat d'Amedeo Nazzari en Il brigante musolino.
Tot i que mai no va arribar a l'altura de les seves contemporànies Sophia Loren i Gina Lollobrigida, Mangano va romandre com unes de les estrelles favorites entre els anys 1950 i 1970, apareixent en Ana (Alberto Lattuada, 1951), L'oro di Napoli, (Vittorio De Sica, 1954), Mambo (Robert Rossen, 1954), Teorema (Pier Paolo Pasolini, 1968), i Morte a Venezia (Luchino Visconti, 1971).
Es va casar amb el productor d’Arròs amarg, Dino De Laurentiis, amb el qual va tenir quatre fills, un dels quals, la seva filla Raffaella, va coproduir amb el seu pare una de les últimes pel·lícules de Mangano, Dune (David Lynch, 1984).
Silvana Mangano va morir de càncer de pulmó a Madrid, a l'edat de 59 anys.

## Filmografia
- Le jugement dernier (1945), dirigida per René Chanas
- L'elisir d'amore (1946), dirigida per Mario Costa
- Il delitto di Giovanni Episcopo (1947), dirigida per Alberto Lattuada
- Gli uomini sono nemici (1948), dirigida per Ettore Giannini
- Il lupo della Sila (1949), dirigida per Duilio Coletti
- Cagliostro  (1949), dirigida per Gregory Ratoff i, sense surtir als crèdits, per Orson Welles
- Arròs amarg (1949), dirigida per Giuseppe de Santis
- Il brigante Musolino (1950), dirigida per Mario Camerini
- Anna (1951), dirigida per Alberto Lattuada
- Il più comico spettacolo del mondo (1953), no surt als crèdits, dirigida per Mario Mattoli
- Mambo (1954), dirigida per Robert Rossen
- Ulisses (Ulisse)' (1954), dirigida per Mario Camerini
- L'oro di Napoli (1954), dirigida per Vittorio de Sica
- Uomini e lupi (1956), dirigida per Giuseppe de Santis
- This Angry Age (1958), dirigida per René Clément
- La tempesta (1958), dirigida per Alberto Lattuada
- La grande guerra (1959), dirigida per Mario Monicelli
- 5 Branded Women (1960), dirigida per Martin Ritt
- Crimen (1961), dirigida per Mario Camerini
- Il giudizio universale (1961), dirigida per Vittorio De Sica
- Barrabàs (Barabba) (1961), dirigida per Richard Fleischer
- Il processo di Verona (1963), dirigida per Carlo Lizzani
- La mia signora (1964), dirigida per Mauro Bolognini, Tinto Brass i Luigi Comencini
- Il disco volante (1964), dirigida per Tinto Brass
- Io, io, io... e gli altri (1966), dirigida per Alessandro Blasetti
- Scusi, lei è favorevole o contrario? (1967), dirigida per Alberto Sordi
- Le streghe (1967), dirigida per Mauro Bolognini, Vittorio De Sica, Pier Paolo Pasolini, Franco Rossi i Luchino Visconti
- Èdip Rei (1967), dirigida per Pier Paolo Pasolini
- Capriccio all'italiana (1968) - episodis "La bambinaia" de Mario Monicelli, "Perché?" de Mauro Bolognini i "Viaggio di lavoro" de Pino Zac
- Teorema (1968), dirigida per Pier Paolo Pasolini
- Scipione detto anche l'africano (1971), dirigida per Luigi Magni
- Morte a Venezia (1971), dirigida per Luchino Visconti
- El Decameró (ll Decamerone) (1971), no surt als crèdits, dirigida per Pier Paolo Pasolini
- D'amore si muore (1972), dirigida per Carlo Carunchio
- Lo scopone scientifico (1972), dirigida per Luigi Comencini
- Ludwig (1972), dirigida per Luchino Visconti
- Confidències (Gruppo di famiglia in un interno) (1974), dirigida per Luchino Visconti
- Dune (1984), dirigida per David Lynch
- Oci ciornie (1987), dirigida per Nikita Mikhalkov

## Premis
- 1955: Nastro d'Argento com a millor actriu protagonista per L'oro di Napoli
- 1963: David di Donatello com a millor actriu protagonista per Il processo di Verona
- 1964: Nastro d'Argento com a millor actriu protagonista per Il processo di Verona
- 1967: David di Donatello com a millor actriu protagonista per Le streghe
- 1972: Nastro d'Argento com a millor actriu secundària per Morte a Venezia
- 1973: David di Donatello com a millor actriu protagonista per Lo scopone scientifico